# Augnat
Augnat is een gemeente in het Franse departement Puy-de-Dôme (regio Auvergne-Rhône-Alpes) en telt 146 inwoners (2004). De plaats maakt deel uit van het arrondissement Issoire.

## Geografie
De oppervlakte van Augnat bedraagt 9,3 km², de bevolkingsdichtheid is 15,7 inwoners per km².
De onderstaande kaart toont de ligging van Augnat met de belangrijkste infrastructuur en aangrenzende gemeenten.

## Demografie
Onderstaande figuur toont het verloop van het inwonertal (bron: INSEE-tellingen).